# Aspidoceratidae
Aspidoceratidae es una familia de amonitas del Jurásico Medio y Superior que forman parte de la superfamilia Perisphinctoidea, caracterizada por conchas evolutas, comúnmente rechonchas, que tienden a desarrollar tubérculos.
Se cree que Aspidoceratidae deriva de Perisphinctidae y se ha subdividido en tres subfamilias, Aspidoceratinae, Peltoceratinae y Simoceratinae.

## Subfamilias y géneros
- Aspidoceratinae Zittel 1895
  - Aspidoceras
  - Chinamecaceras Cantu-Chapa 2006
  - Epaspidoceras
  - Euaspidoceras
  - Orthaspidoceras
- Peltoceratinae Spath 1924
  - Peltoceras
  - Peltoceratoides
  - Rursiceras
- Simoceratinae
  - Simoceras
  - Virgatosimoceras